# Autostrada RA16 (Włochy)
Autostrada RA16 (wł. Autostrada Cimpello-Pian di Pan) – łącznik autostradowy w północnych Włoszech, w regionie Friuli-Wenecja Julijska.
Trasa łączy dwie dzielnice miasta Fiume Veneto: Cimpello i Pian di Pan. Arteria jest długa 3,754 km.
Autostradą zarządza spółka "Friuli Venezia Giulia Strade S.p.A.".